# Yamatentomon brevisetum
Yamatentomon brevisetum är en urinsektsart som beskrevs av Andrzej Szeptycki och Imadaté 1987. Yamatentomon brevisetum ingår i släktet Yamatentomon och familjen lönntrevfotingar. Inga underarter finns listade i Catalogue of Life.